# برونيون (الأردين)
برونيون هي بلدية فرنسية تقع في إقليم الأردين في منطقة غراند إيست. 

## الأماكن والمعالم الأثرية

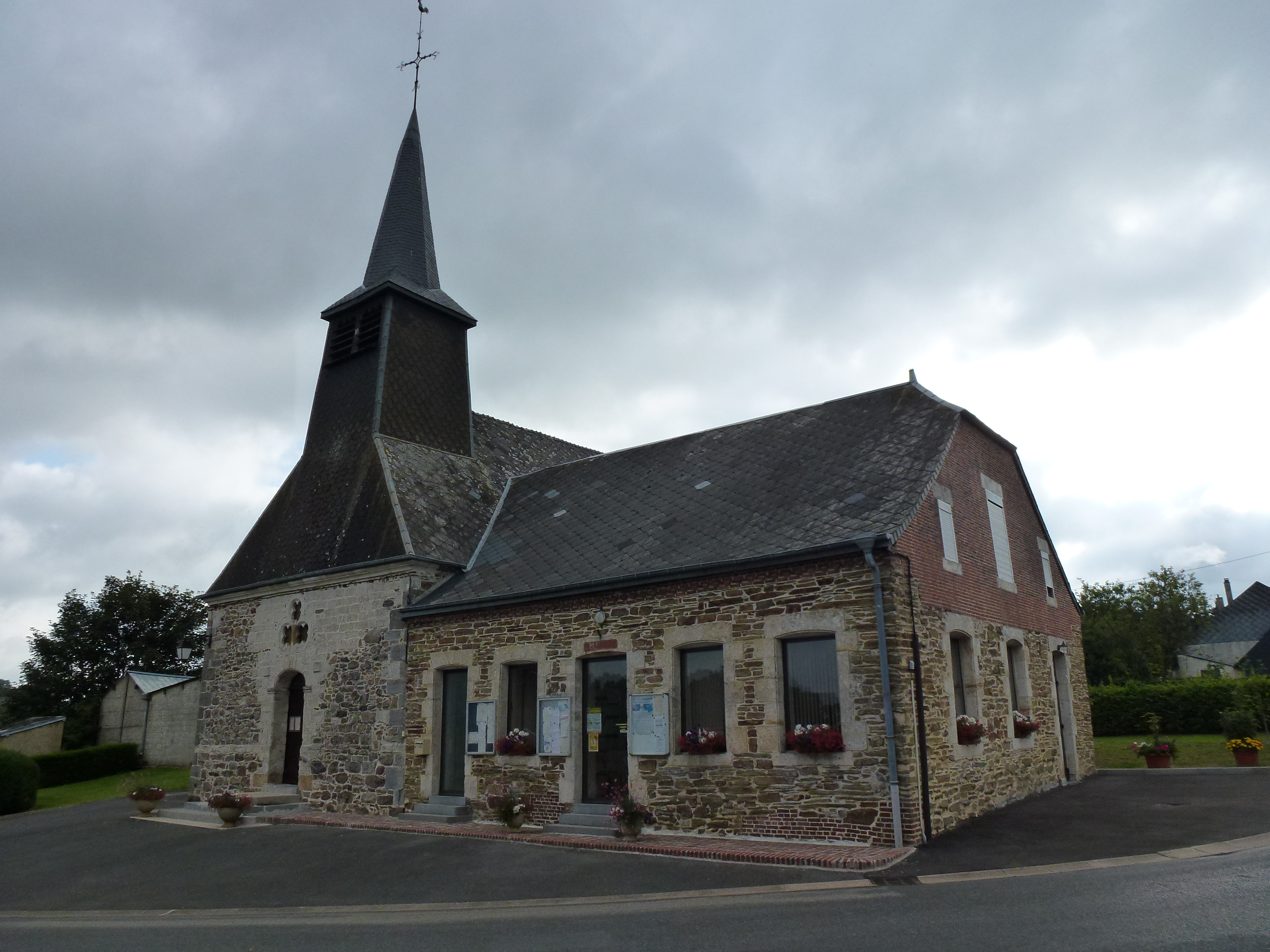
الكنيسة ومبنى البلدية.
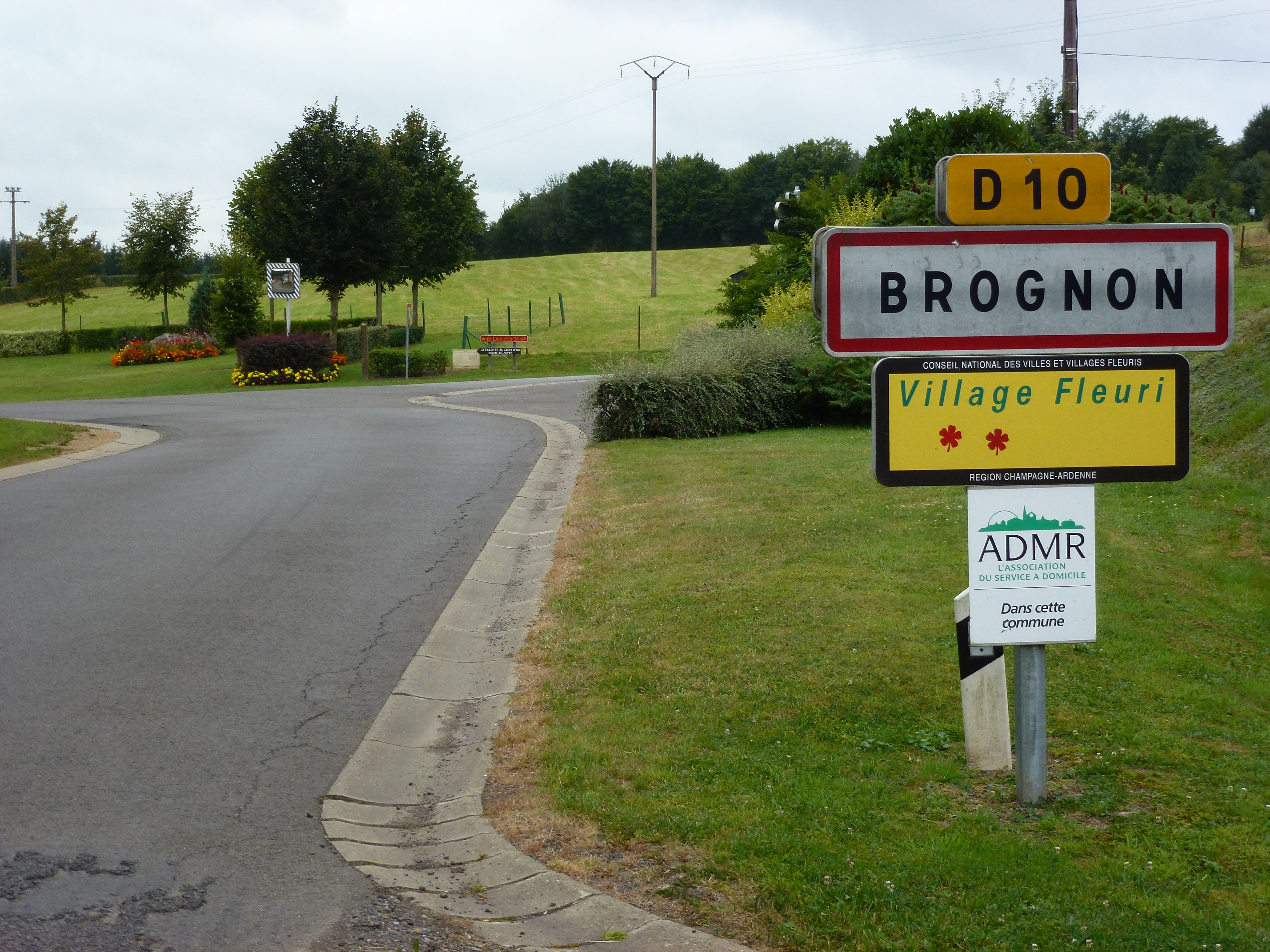
علامة المدخل.
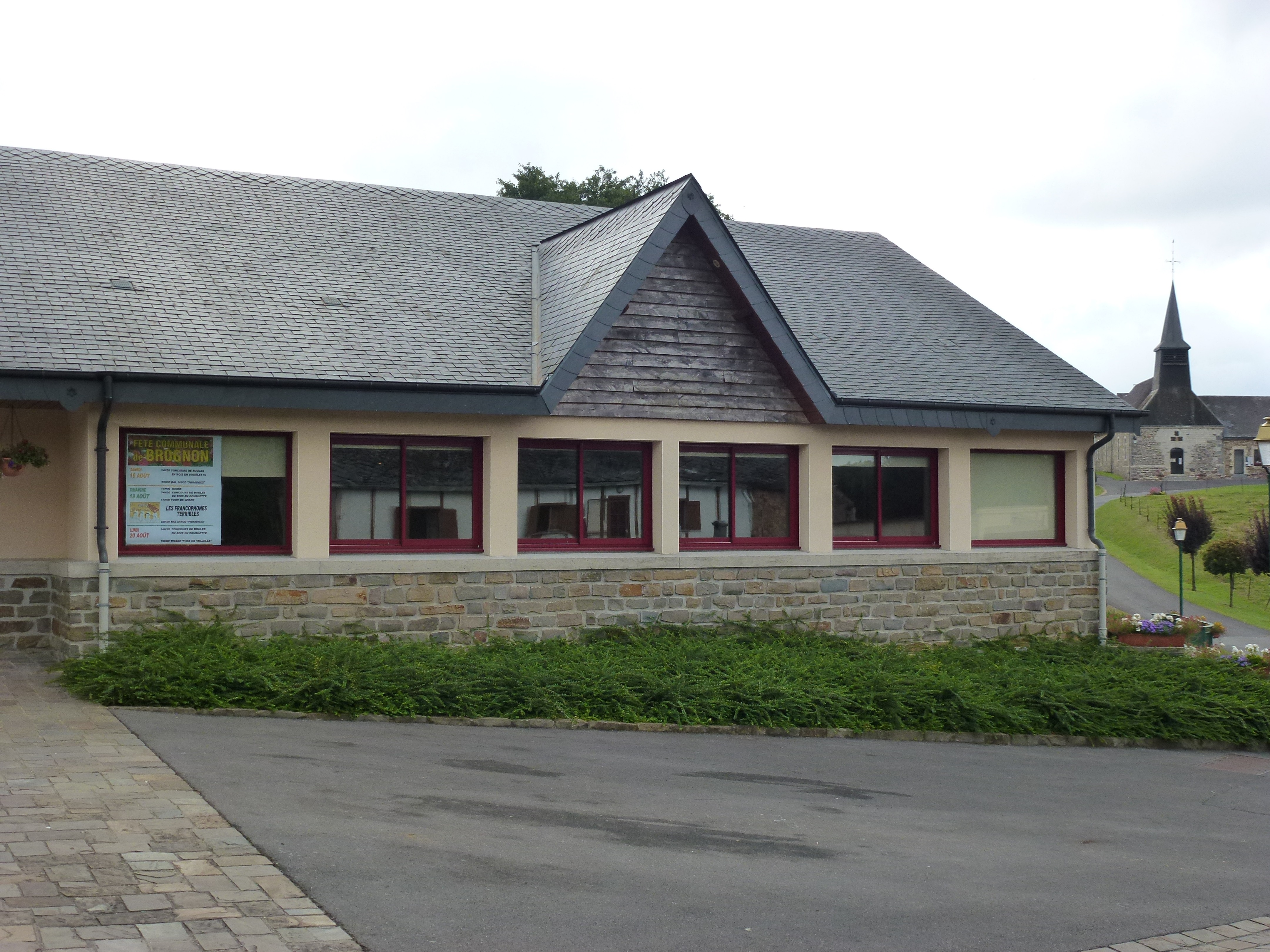
غرفة متعددة الأغراض.